# Forstmeister von Gelnhausen

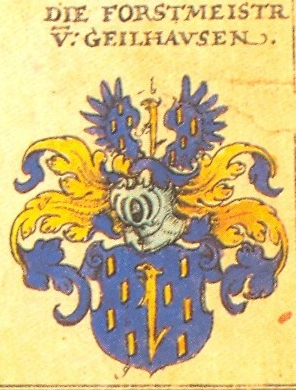
Wappen in Siebmachers Wappenbuch

Die Forstmeister von Gelnhausen waren ein hessisches Uradelsgeschlecht, das vor allem im Kinzigtal begütert war. Die Freiherren Forstmeister von Gelnhausen sind 1814 im Mannesstamm erloschen.
Sie sind nicht zu verwechseln mit den fränkischen Forstmeister von Lebenhan-Rothenkolben.

## Geschichte

### Ursprung

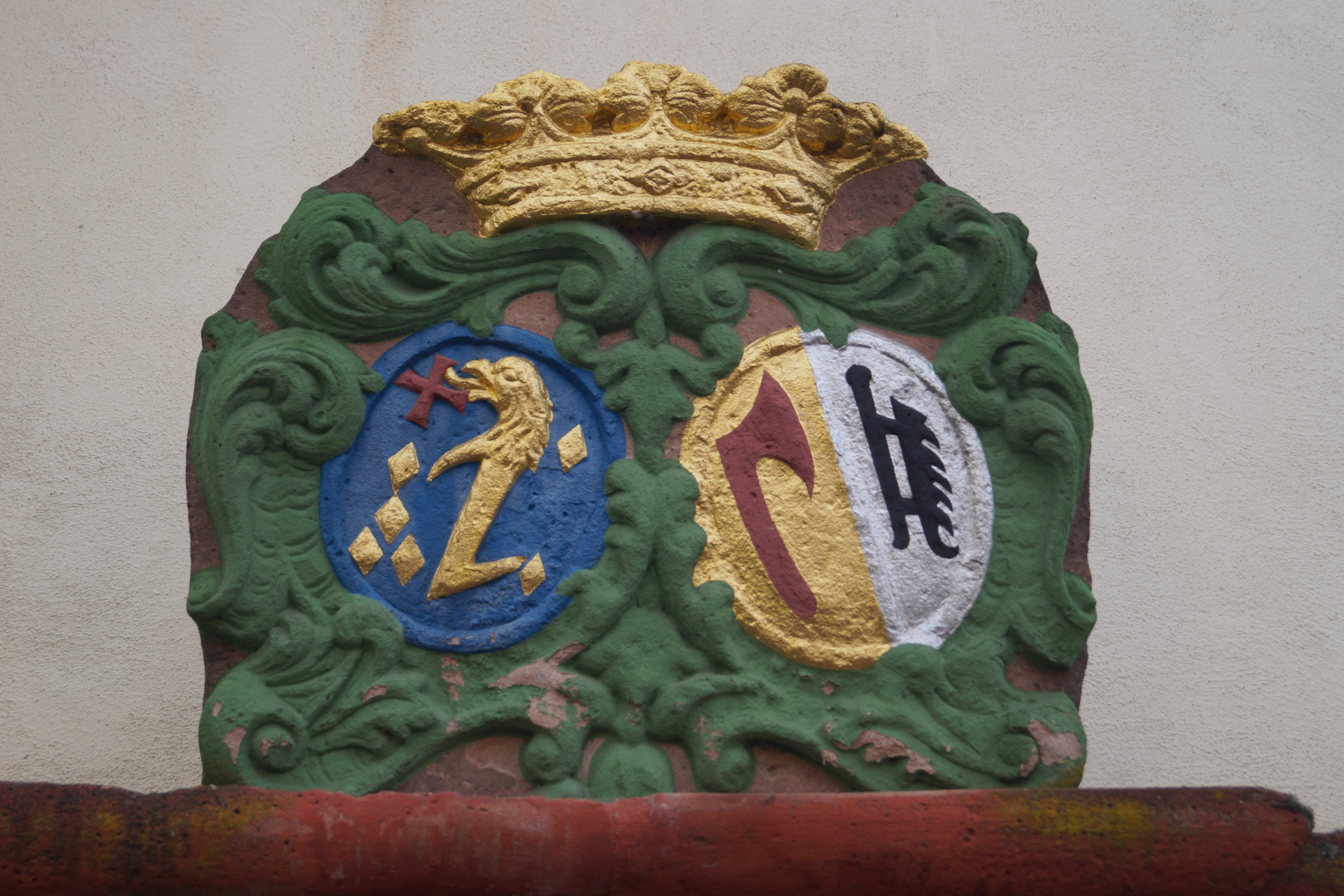
Wappen der Forstmeister von Gelnhausen links (= heraldisch rechts) am Schloss Wirtheim

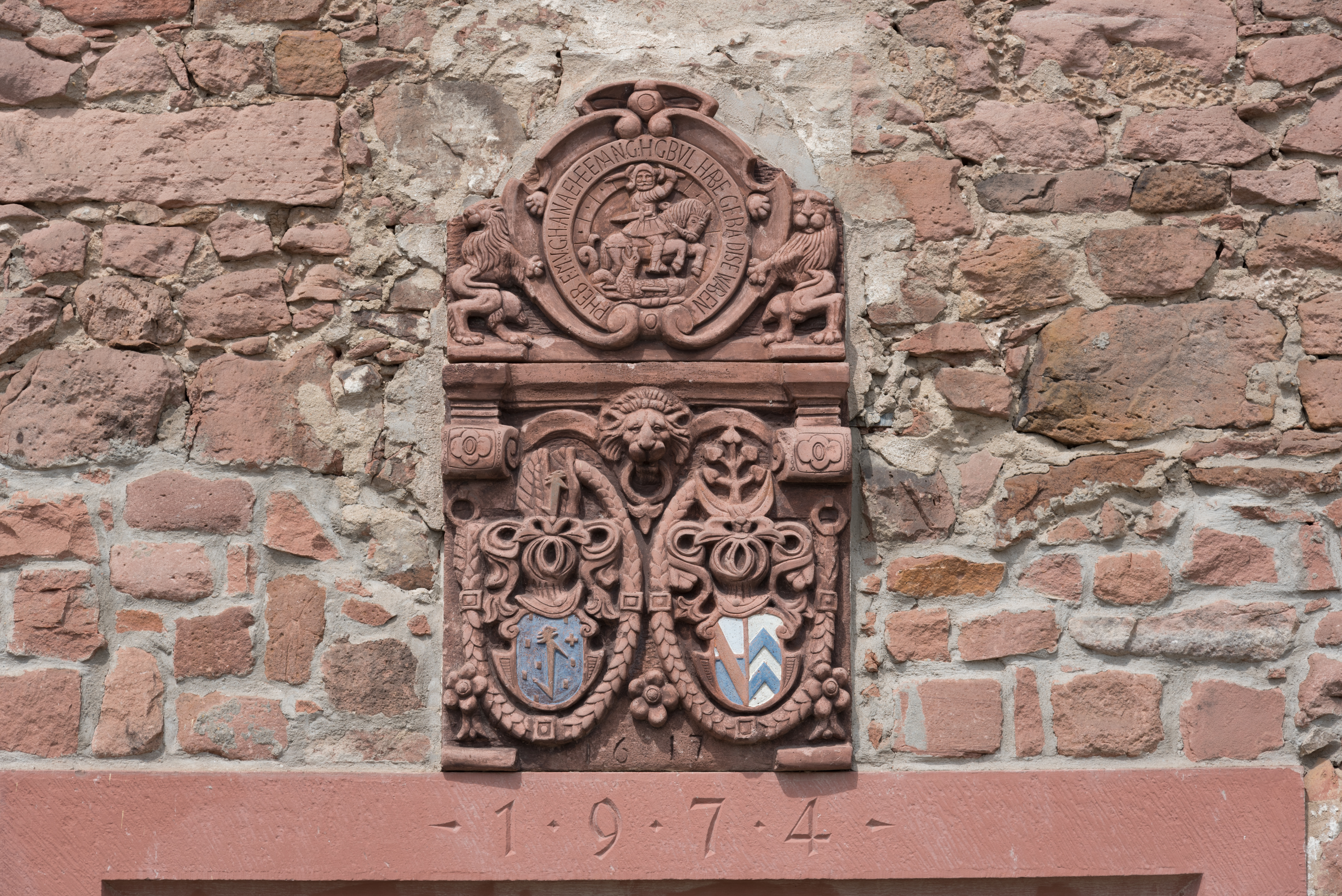
Wappen Forstmeister von Gelnhausen links (heraldisch rechts) an der Burgkaplanei/Zehntscheune in Gelnhausen

Die Ursprünge der 1239 erstmals urkundlich erwähnten Forstmeister von Gelnhausen liegen in der staufischen Kaiserpfalz Gelnhausen, wo sie einen Burgsitz besaßen, und der damit verbundenen Verwaltung des Forstes Gelnhausen und des damit zeitweilig verbundenen Reichsforstes Büdingen. Im Büdinger Wald hatten sie bis 1395 das Amt des Reichsforstmeisters inne. Aus dem Zubehör der Gelnhäuser Reichsburg besaßen sie Güter und stellten dort mehrere Burggrafen. Die Forstmeister von Gelnhausen waren ursprünglich Ministeriale. Im Laufe der Zeit wurde die Amtsbezeichnung „Forstmeister von Gelnhausen“ (auch: „Forstmeister zu Gelnhausen“) zum Familiennamen.
Der Volksmund verbindet die Herkunft der Familie mit einer Sage. Demnach habe Kaiser Friedrich Barbarossa als Belohnung für die Rettung aus Lebensgefahr bei einer Jagd dem Forstmeister so viel Land geschenkt, wie er an einem Tag umreiten konnte.
Im 15. Jahrhundert änderten sich die Besitzverhältnisse wesentlich. Den Grafen von Isenburg war es zu dieser Zeit gelungen, die Nutzungsrechte über den Büdinger Wald, die zuvor bei dem Forstmeister und den zwölf reitenden Förstern lagen, allmählich an sich zu bringen. 1484 verkaufte Balthasar Forstmeister von Gelnhausen für 1460 fl. Frankfurter Währung das Reichsforstmeisteramt mit allen Rechten an Ludwig II. von Isenburg-Büdingen. Die Bedeutung der Pfalz ging im späten Mittelalter stark zurück, sodass sie schließlich verpfändet wurde, zunächst an die Grafen von Schwarzburg, später gemeinsam an die Grafen von Hanau und die Kurpfalz.

### Herrschaft
Bereits zuvor war es der Familie Forstmeister von Gelnhausen im 14. Jahrhundert gelungen, eine kleine Territorialherrschaft im Kinzigtal bei Wächtersbach um die Orte Aufenau und Neudorf zu errichten (Herrschaft Aufenau). Die Forstmeister erhielten diese Orte zunächst 1364 als lißbergisches, seit deren Aussterben 1399 als rodensteinisches Lehen. Mit dem Aussterben der Rodensteiner 1671 betrachteten sie den Besitz, der in der mittelrheinischen Reichsritterschaft in der Reichsburg Friedberg korporiert war, als reichsunmittelbar.
Mittelpunkt der äußerst kleinen Herrschaft Aufenau an der Mündung der Bracht in die Kinzig war das Schloss beim heutigen Hof Kinzighausen, meist Blaues Wunder genannt. Die Herrschaft umfasste gerade 10 Quadratkilometer und wenig mehr als 100 Häuser.

### Niedergang
Die kleine Herrschaft zwischen Vogelsberg und Spessart, deren Einkünfte ganz wesentlich aus landwirtschaftlichen Gütern stammten, reichte in der Neuzeit nicht mehr aus, um die Familie standesgemäß zu versorgen. Dies wird greifbar mit Johann Philipp Forstmeister von Gelnhausen (1681–1740), der sich vornehmlich wegen der Ausstattung zahlreicher Familienmitglieder verschuldete. Sein Nachfolger Franz Ludwig Forstmeister von Gelnhausen konnte die Schulden nicht mehr bedienen. 1752 wurde auf Veranlassung von Kaiser Franz I. eine kaiserliche Debitkommission eingerichtet, welche die Finanzen beaufsichtigte. Damit beauftragt wurde die Rheinische Ritterschaft. Franz Ludwig entging der Zwangsverwaltung nur deshalb, weil sein Besitz unangemessen hoch eingeschätzt wurde. Sie wurde aber eingeführt, als mit seinem Tod 1763 der Schuldenstand offenbar wurde und Karl Franz Forstmeister von Gelnhausen (1747–1787) das Erbe antreten wollte. Die Verwaltung lag nun wiederum bei der Rheinischen Ritterschaft unter Führung des Friedberger Burggrafen Franz Heinrich von Dalberg.
1780 schließlich musste Karl Franz die Herrschaft an Kurmainz verkaufen, da er trotz der Zwangsverwaltung die Schulden nicht bezahlen konnte. Er sollte zudem die lukrative Amtmannstelle im Amt Orb, Burgjoß und Hausen sowie die Stellung eines kurfürstlichen Geheimen Rates erhalten. Der Verkauf verzögerte sich durch verschiedene rechtliche Schwierigkeiten aber bis zu seinem Tod 1787, unter anderem, da der Verkauf einem Privileg Kaiser Leopolds über den Verkauf ritterschaftlicher Güter widersprach. Außerdem protestierten die Herren von Haxthausen als Erben der Rodensteiner erfolglos. Der Kaufpreis betrug schließlich 184.000 fl., während die Familie mit 134.000 fl. verschuldet war.
Das Geschlecht der Forstmeister von Gelnhausen erlosch wenige Jahre später 1814 mit dem Tod des Karl Friedrich Forstmeister von Gelnhausen, letzter Landkomtur der Deutschordens-Balleien Koblenz und Schwaben-Elsass-Burgund.

## Wappen

Ortswappen von Aufenau, 1964 als Wappen der Forstmeister von Gelnhausen übernommen

Das Wappen der Forstmeister von Gelnhausen zeigt auf blauem Grund einen goldenen, oben bekopften, aufrecht stehenden Haken mit Widerhaken (Wolfsangel). Rechts von dem Haken ist der Schild mit drei goldenen Schindeln, über denen ein rotes Kreuz schwebt, links mit vier Schindeln bestreut. Die Zahl der Schindeln variiert. Als Helmzier dient wiederum die Wolfsangel zwischen einem blauen Flug, der ebenfalls mit goldenen Schindeln bestreut ist. Die Helmdecken sind blau und gold.

## Stammliste

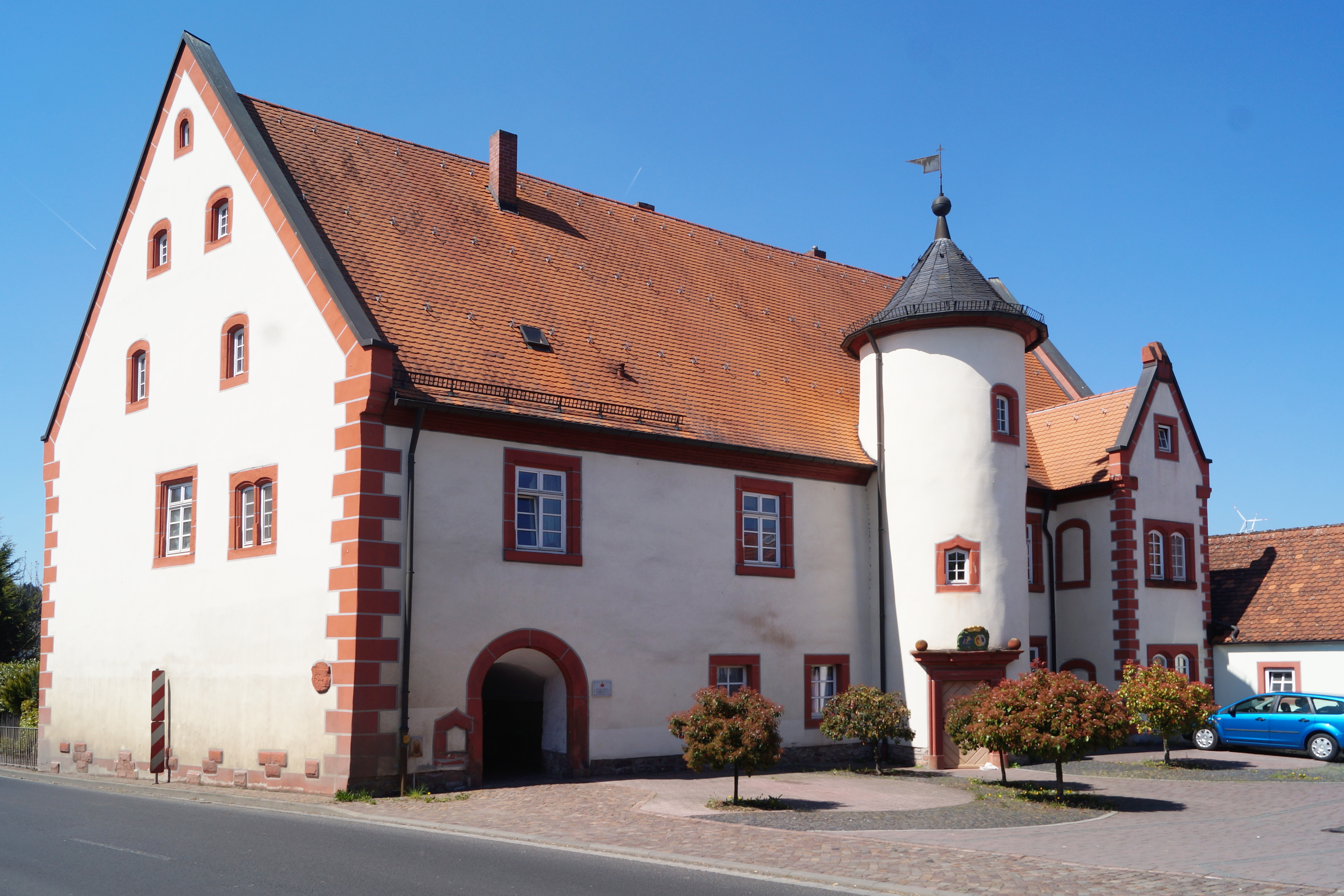
Schloss Wirtheim

## Historischer Besitz
- Amt des kaiserlichen Forstmeisters im Büdinger Wald (bis 1484)
- Burgsitz in der Pfalz Gelnhausen
- Schloss Kinzighausen
- Schloss Wirtheim
- Burglehen in der Reichsburg Friedberg[9]